# Repentigny (conseil législatif)
Ne doit pas être confondu avec Repentigny (division sénatoriale canadienne).
Division du Conseil législatif du Québec
Repentigny est une division du Conseil législatif du Québec ayant existé de 1867 à 1968. Elle est abolie en même temps que le Conseil lui-même.

## Liste des conseillers
| Années | Années      | Conseiller législatif | Parti           |
| ------ | ----------- | --------------------- | --------------- |
|        | 1867 - 1888 | Louis Archambeault    | Conservateur    |
|        | 1888 - 1908 | Horace Archambeault   | Libéral         |
|        | 1910 - 1913 | Achille Bergevin      | Libéral         |
|        | 1913 - 1921 | Georges-Aimé Simard   | Libéral         |
|        | 1923 - 1953 | Georges-Aimé Simard   | Libéral         |
|        | 1953 - 1967 | Édouard Masson        | Union nationale |
|        | 1967 - 1968 | Marcel Faribault      | Union nationale |